# Kang Young-seo
Kang Young-seo, född 19 juli 1997, är en sydkoreansk alpin skidåkare.
Kang Young-seo har representerat Sydkorea i tre olympiska vinterspel, 2014, 2018 och 2022. 2014 slutade hon på en 49:e plats i slalom. Hon blev uttagen även 2018 och kom på en 47:e plats i storslalom. I slalom slutförde hon inte loppet. Hon deltog även i lagtävlingen där Sydkorea kom på 9:e plats. 2022 deltog hon i slalom och storslalom, men slutförde inte loppen.
Kang vann brons i slalom och storslalom vid asiatiska vinterspelen 2017.